# Johannes Lindvall
Johannes Lindvall, född 8 februari 1975, är en svensk statsvetare som innehar August Röhss professur i statsvetenskap vid Göteborgs universitet sedan 2021. Han har tidigare varit professor i statsvetenskap vid Lunds universitet.

## Biografi
Johannes Lindvall föddes 1975 i Göteborg som son till Lars Lindvall och Ingrid Elam. Han växte upp i Göteborg och har studerat vid Göteborgs universitet. Han disputerade vid Göteborgs universitet 2004 med en avhandling om Sveriges ekonomiska politik under 1970-, 1980- och 1990-talen. Under andra hälften av 00-talet var Lindvall verksam vid utländska lärosäten, först vid Europeiska universitetsinstitutet i Florens och sedan vid Lincoln College i Oxford. Han återvände till Sverige 2010 för en tjänst vid Lunds universitet, där han 2013 befordrades till professor. Lindvall har varit gästforskare vid Harvarduniversitetet och Oxforduniversitetet och är för närvarande (2023) knuten till Institut d’études politiques de Paris (Sciences-Po) och Nuffield College, Oxford.